# Bistum Nelson
Das Bistum Nelson (lateinisch Dioecesis Nelsonensis, englisch Diocese of Nelson) ist eine in Kanada gelegene römisch-katholische Diözese mit Sitz in Nelson.

## Geschichte
Das Bistum Nelson wurde am 22. Februar 1936 durch Papst Pius XI. mit der Apostolischen Konstitution Universorum christifidelium aus Gebietsabtretungen des Erzbistums Vancouver errichtet und diesem als Suffraganbistum unterstellt. 

## Bischöfe von Nelson
- 1936–1954 Martin Michael Johnson, dann Koadjutorerzbischof von Vancouver
- 1955–1958 Thomas Joseph McCarthy, dann Bischof von Saint Catharines
- 1958–1989 Wilfrid Emmett Doyle
- 1989–1995 Peter Joseph Mallon, dann Erzbischof von Regina
- 1996–2007 Eugene Jerome Cooney
- 2007–2018 John Dennis Corriveau OFMCap
- 2018–0000 Gregory Bittman